# Список модификаций танка M4 Шерман

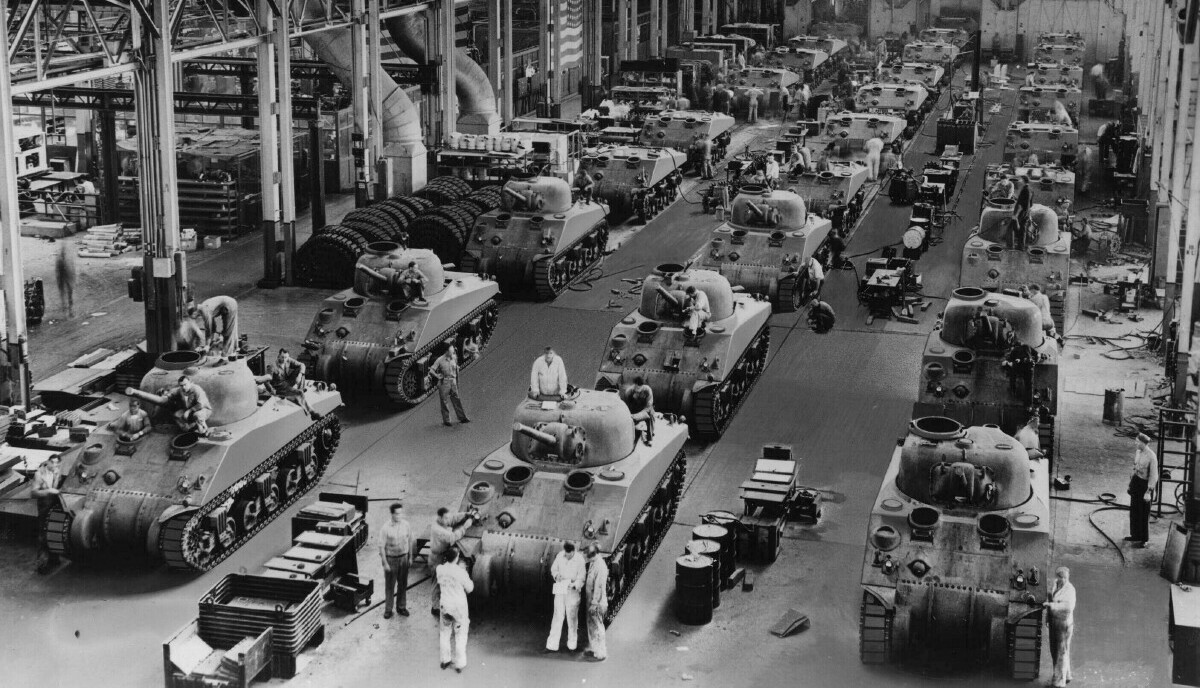
Производственный процесс в сборочном цеху Детройтского танкового арсенала в разгаре

M4 «Шерман» — один из самых массовых танков в истории, всего было построено 49 234 экземпляра.

## Список модификаций танка M4 Шерман

### США

#### Танки
- M4 — базовый вариант, оснащённый 75-мм пушкой M3, 76-мм пушкой М1 или 105-мм пушкой-гаубицей М4. Оснащался радиальным двигателем Continental R-975. Производился компаниями: Pressed Steel Car Company, Baldwin Locomotive Works, American Locomotive Co., Pullman-Standard Car Company и Detroit Tank Arsenal с июля 1942 года по январь 1944 года. Выпущено 6748 единиц (включая композитные).
  - M4 Composite — поздний вариант M4, у которого литая передняя броня корпуса сочеталась со сварными элементами задней брони. Выпущено 1676 единиц.
  - M4(105) — модификация M4 с 105-мм пушкой-гаубицей M4, предназначенный для поддержки и нападения пехоты, без потери способности к защите от брони. Толстая передняя наклонная броня под углом 47° с большими водительскими люками. Производилась компанией Detroit Tank Arsenal с февраля 1944 года по сентябрь 1944 года. Выпущено 800 единиц.
  - M4(105) HVSS — модернизированный вариант M4(105) с 105-мм пушкой-гаубицей M4 и с горизонтальной спиральной пружинной подвеской (HVSS). Производился компанией Detroit Tank Arsenal с сентября 1944 года по март 1945 года. Выпущено 841 единица.
- M4A1 — вариант, оснащённый 75-мм пушкой M3. Радиальный двигатель, цельный литой корпус, 75-мм пушка. Последние серийные M4A1 использовали модифицированный корпус с большими люками для механика-водителя. Производился компаниями: Lima Locomotive Works, Pacific Car and Foundry Company и Pressed Steel Car Company с февраля 1942 года по декабрь 1943 года. Выпущено 6281 единица.
  - M4A1(76)W — модификация M4A1 с 76-мм пушкой M1, большими люками для механика-водителя и "мокрой" боеукладкой с двойными стенками, заполненными раствором воды и антифриза. Производилась Pressed Steel Car Company с января по декабрь 1944 года. Выпущено 2171 единица.
  - M4A1(76)W HVSS — модернизированный вариант M4A1(76)W с 76-мм пушкой M1 и с горизонтальной спиральной пружинной подвеской. Производился компанией Pressed Steel Car Company с января по июль 1945 года. Выпущено 1255 единиц.
  - M4A1E9 — модификация M4A1 с вертикальной спиральной пружинной подвеской и с удлинёнными концевыми соединителями с обеих сторон гусениц.
- M4A2 — основной вариант использовавшийся во Второй мировой войне. Оснащался 75-мм пушкой M3 и дизельным двигателем General Motors 6046. Более поздние варианты M4A2 использовали толстую лобовую броню установленную под углом 47°. Производился компаниями: Fisher Tank Arsenal, Pullman-Standard Car Company, American Locomotive Co., Baldwin Locomotive Works и Federal Machine and Welder Co. с апреля 1942 года по май 1944 года. Выпущено 8053 единицы.
  - M4A2(76)W — модификация M4A2 с 76-мм пушкой M1, толстой передней наклонной бронёй под углом 47° с большими водительскими люками и "мокрой" боеукладкой с двойными стенками, заполненными раствором воды и антифриза. Производилась компанией Fisher Tank Arsenal с мая по декабрь 1944 года. Выпущено 1594 единицы.
  - M4A2(76)W HVSS — модернизированный вариант M4A2(76)W с 76-мм пушкой M1 и с модернизированной горизонтальной спиральной пружиной подвеской. Производился компаниями: Fisher Tank Arsenal и Pressed Steel Car Company с января по май 1945 года. Выпущено 1321 единица.
  - M4A2E4 — опытный вариант M4A2, оснащённый 75-мм пушкой M3. Отличается независимой торсионной подвеской, аналогичной танку T20E3. Построено 2 танка в 1943 году.
- M4A3 — вариант, оснащённый 75-мм пушкой M3. Сварной корпус. Оснащался V-образным 8-цилиндровым двигателем Ford GAA. Производился компанией Ford Motor Company с июня 1942 года по сентябрь 1943 года. Выпущено 1690 единиц, зарезервированных в основном для учебных подразделений в США.
  - M4A3(75)W — модификация M4A3 с 75-мм пушкой M3, лобовой бронёй с большими водительскими люками и "мокрой" боеукладкой с двойными стенками, заполненными раствором воды и антифриза. Производилась компанией Fisher Tank Arsenal с февраля по декабрь 1944 года. Выпущено 2420 единиц.
  - M4A3(75)W HVSS — модернизированный вариант M4A3(75)W с 75-мм пушкой M3 и с горизонтальной спиральной пружинной подвеской. Производился компанией Fisher Tank Arsenal с января по март 1945 года. Выпущено 651 единица.
  - M4A3(76)W — модификация M4A3 с 76-мм пушкой M1, лобовой бронёй с большими водительскими люками и "мокрой" боеукладкой с двойными стенками, заполненными раствором воды и антифриза.  Производилась компаниями: Fisher Tank Arsenal и Detroit Tank Arsenal с марта по декабрь 1944 года. Выпущено 1925 единиц.
  - M4A3(76)W HVSS — модернизированный вариант M4A3(76)W с 76-мм пушкой M1 и с горизонтальной спиральной пружинной подвеской. Заводское обозначение танка — M4A3E8. Производился компанией Detroit Tank Arsenal с августа 1944 года по апрель 1945 года. Выпущено 2617 единиц.
  - M4A3(105) — модификация M4A3 с 105-мм пушкой-гаубицей M4, используемой для поддержки пехоты. Производилась компанией Detroit Tank Arsenal с мая по сентябрь 1944 года. Выпущено 500 единиц.
  - M4A3(105) HVSS — модернизированный вариант M4A3(105) с 105-мм пушкой-гаубицей M4 и с горизонтальной спиральной пружинной подвеской. Производился компанией Detroit Tank Arsenal с сентября 1944 года по июнь 1945 года. Выпущено 2539 единиц.
  - M4A3E2 — модернизированный вариант M4A3 с 75-мм пушкой M3 в башне для 76-мм пушки M1, которую иногда кустарно устанавливали вместо оригинальной. 75-мм M3, будучи менее эффективной против бронетехники, была выбрана из-за более мощного осколочного снаряда. Послевоенное прозвище — «Jumbo». Оснащён дополнительной бронёй, из-за чего скорость понизилась на 5 км/ч. Производился компанией Fisher Tank Arsenal с мая по июль 1944 года. Выпущено 254 единицы.
  - M4A3E6 — модернизированный вариант M4A3 с 76-мм пушкой M1.
- M4A4 — вариант, оснащённый 75-мм пушкой M3. Сварной удлинённый корпус. Оснащался двигателем Chrysler A57. Производился компанией Detroit Tank Arsenal с июля 1942 года по ноябрь 1943 года. Выпущено 7499 единиц.
- M4A5 — ни один танк не был построен с таким обозначением. M4A5 должно было обозначать канадское производство Шерманов. Канадский танк Рэм был создан на базе среднего танка M3, а башня танка была схожа с башней M4.
- M4A6 — вариант, оснащённый 75-мм пушкой M3. Радиальный многотопливный двигатель Caterpillar D200A с турбонаддувом и воздушным охлаждением заимствован у Wright G200. Композитный (как у M4 Composite) корпус удлинён аналогичноM4A4. Производился компанией Detroit Tank Arsenal с октября 1943 года по февраль 1944 года. Выпущено 75 танков, но ни один из них не использовался в бою[1].

#### Огнемётные танки
- M4A3R3 — переоборудованный M4A3 с установленным на него огнемётом.
- M4 «Крокодил» — M4 с огнемётом и топливным прицепом от Черчилля «Крокодил». Построены 4 танка и переданы 739-му танковому батальону, который во время операции «Граната» в феврале 1945 года очистил старую цитадель в городе Юлих. После перехода через Рейн они были присоединены ко 2-й бронетанковой дивизии, но не нашли дальнейшего применения[2].

#### Самоходные артиллерийские установки
- M7 — 105-мм САУ на базе M3 и на базе более поздних версий M4A3.
- M40 — 155-мм САУ на базе M4A3.
  - M40 — 155-мм САУ на базе M4A3.
  - M30 — БТР на базе M12 (M4A1).
- M40 — 155-мм САУ на базе M4A3.
- M43 — 203-мм САУ на базе M4A3.

#### Противотанковые САУ
- M10 — истребитель танков с 76-мм орудием M7 на базе M4A2.
  - M10A1 — истребитель танков с 76-мм орудием M7 на базе M4A3.
- M36 — истребитель танков с 90-мм орудием M3, конвертированный из M10A1.
  - M36B1 — истребитель танков с 90-мм орудием M3, конвертированный из M4A3.
  - M36B2 — истребитель танков с 90-мм орудием M3, конвертированный из M10.

#### Реактивные системы залпового огня
- T34 «Каллиопа» — M4 с установленными на нём от шестидесяти до девяноста трубчатых направляющих.
  - T34E1
  - T34E2
- T39 — РСЗО, с 20 183-мм ракетами.
- T40 — РСЗО, вооружённая 20 183-мм ракетами. РСЗО принимала участие в ограниченных боях в 1944-45 годах. Также был разработан укороченный вариант T40, но он мало где использовался.
- T72 — вариант с короткой трубчатой направляющей от T34. Не использовалась.
- T73 — РСЗО, вооружённая 10 183-мм ракетами. Не использовалась.
- T76 — M4A1 с 183-мм гранатометом. Не использовалась.
- T99 — 2 установки с 22 114-мм ракетами, установленных на башне. Не использовалась.
- T105 — M4A1 с ракетным корпусом вместо основного орудия. Не использовалась.

#### Специальные машины

##### Бронированные ремонтно-эвакуационные машины
- M32 — БРЭМ, переоборудованная из M4. Выпущено 163 единицы.
  - M32B1 — БРЭМ, переоборудованная из M4A1. Выпущено 1055 единиц.
    - M32A1B1 — M32B1, переоснащенная подвеской HVSS. Выпущено 37 единиц.

  - M32B2 — БРЭМ, переоборудованная из M4A1. Выпущено 26 единиц.
  - M32B3 — БРЭМ, переоборудованная из M4A3. Выпущено 318 единиц.
    - M32A1B3 — M32B3, переоснащенная подвеской HVSS. Выпущено 80 единиц.

  - M32B4 — БРЭМ, переоборудованная из M4A4. Серийно не выпускалась.
- M74 — послевоенная БРЭМ на шасси M4A3, приспособленная к тяге более тяжёлой техники. Выпущено около 1000 единиц.

##### Артиллерийские тягачи
- M34 — БРЭМ M32B1, переделанная в артиллерийский тягач. 24 единицы были переоборудованы на Chester Tank Depot в 1944 году.
- M35 — истребитель танков M10A1, переделанный в артиллерийский тягач. 209 единиц было переоборудовано на Chester Tank Depot в 1944 году.

##### Танковые мостоукладчики
- Мобильный танковый мостоукладчик M4 — полевая модификация М4 для перемещения двухпутных мостов.

##### Бульдозеры
- M4 Dozer — M4, оснащённый бульдозерным отвалом или гидравлической опорой. У некоторых танков снимались башни.

##### Танковые тралы
- T1 / T2 / T3 / T4 / T7 / T8 / T9 / T10 / T11 / T12 / T14 — серия противоминных Шерманов.
- T15 / E1 / E2 — серия противоминных Шерманов на базе Т14.

##### Подземные экскаваторы
- T2 / T4 / T5 / T6 — серия подземных экскаваторов на базе M4.

##### Rhino
- Rhino — Шерманы, оснащённые «бивнями» для прохождения через бокажи.

##### Другие специальные машины
- Модифицированный средний танк M4 Sherman предназначенный для взятия проб на полигоне после испытаний ядерных боеприпасов.

### Великобритания

#### Танки
- Шерман «Светлячок» — Sherman I или V, перевооруженный 17-фунтовой противотанковой пушкой QF. Послевоенное название «Светлячок» обычно используется для обозначения этих транспортных средств, но это не было официальным названием и не использовалось во время войны.
- RMASG «Танк управления» — Royal Marines Armoured Support Group. Шерманы V (M4A4), выделенные группе поддержки Королевской морской пехоты для высадки десанта в день «Д», были оснащены круговым прицелом в выступающей квадратной крышке в правом верхнем углу башни. Это позволяло точно использовать их в качестве самоходных артиллерийских установок для ведения огня с закрытых огневых позиций, сначала с палуб десантных судов, а затем и на берегу.
- Sherman Tulip — британский Шерман с двумя 3-дюймовыми ракетами RP-3 на направляющих, добавленными к башне. Использовался 1-й гвардией Колдстрима на Рейне в 1945 году.

#### Плавающие танки
- Sherman DD — Шерман с системой Duplex Drive.

#### Танковые мостоукладчики
- Sherman Plymouth — танковый мостоукладчик, несущий мост Bailey.
- Sherman AVRE — танковый мостоукладчик, несущий Small Box Girder.

#### Бронированные ремонтно-эвакуационные машины
- Шерман ARV I — переделанные Шерман I, III и V без башни, но с легкой стрелой.
- Шерман ARV II — переделанные Шерман I, III и V в ARV II имели гораздо более сложное оборудование для эвакуации и ремонта, приподнятую коробчатую надстройку и более тяжелую стрелу. Они считались более совершенными, чем американский БРЭМ M32, очень немногие из которых использовались британскими подразделениями.
- Шерман BARV — Beach Armored Recovery Vehicle. Британская модификация Шермана III с большой надстройкой в форме лодки, способной преодолевать большие глубины у берега. Простой двухтактный ARV, который использовался до тех пор, пока в середине 1960-х не был заменен на Centurion BARV. Sherman III с дизельным двигателем считался менее подверженным воздействию влажной среды, чем версии с бензиновым двигателем.

#### Танковые тралы
- Шерман Краб — британский Шерман с минным цепом.

#### Специальные машины
- Sherman Gun Tower — британское полевое переоборудование Шерманов в Италии путем снятия башен с танков Шерман III (M4A2) для буксировки 17-фунтовой противотанковой пушки и перевозки экипажа с боеприпасами. Некоторые из снятых 75-мм орудий M3, возможно, использовались для полевых переделок Черчилль NA75, уникальных для итальянской кампании.
- Наблюдательный пункт Шерман — бронированный мобильный пост управления артиллерией. Пушка калибра 75 мм была снята, чтобы освободить место для картографических таблиц в башне. Были установлены три радиоприемника (два с номером 19 и один с номером 18). Еще два (оба с номером 38) были перенесены для переносного использования вне танка[3].

### Канада

#### Танки
- Гризли — Шерман канадского производства.

#### Огнемётные танки
- «Барсук» — замена канадским огнемётным танкам Ram Badger. Танк представляет собой безбашенный M4A2 с горизонтальной спиральной пружинной подвеской и с огнеметом Wasp IIC , разработанный где-то с 1945 по 1949 год. Угол возвышения от +30 до −10 градусов и поворот 30° влево и 23° вправо вдохновил США на разработку T68[4].

#### Танковые тралы
- Sherman CIRD — Canadian Indestructible Roller Device. Шерман с минным цепом.

#### Зенитные самоходные установки
- Сцинк — ЗСУ с четырьмя 20-мм пушками Hispano-Suiza[5].

#### Бронетранспортёры
- «Кенгуру» — M4A2(76)W HVSS, переоборудованный в бронетранспортер.

### Израиль

#### Танки
- Шерман (Крупп) — 6 утилизированных ранее Шерманов имели 75-мм полевую пушку Круппа взамен первоначальной пушки, уничтоженной во время утилизации после Второй мировой войны. Позже эти танки были перевооружены 105-мм гаубицами М4.
- Шерман M-1 — израильское обозначение любой модели Шермана, вооруженной 76-мм пушкой M1.
  - Супершерман M-1 — израильское обозначение M4A1(76)W HVSS.
- Шерман M-3 — израильское обозначение любой модели Шермана, вооруженной 75-мм пушкой M3.
- Шерман M-4 — израильское обозначение любой модели Шермана, вооруженной 105-мм пушкой-гаубицей M4.
- Шерман M-50 — модернизированный Шерман с французской 75-мм пушкой CN 75-50, которая использовалась во французском легком танке AMX 13, в «старой» башне с противовесом. Поступил на вооружение в 1956 году. Использовался во время Суэцкого кризиса, Шестидневной войны и Войны Судного дня. Иногда ошибочно называют Супершерман.
  - M-50 Continental — вариант с бензиновым двигателем Continental R-975 и вертикальной спиральной пружинной подвеской. Переоборудованы 50 танков.
  - М-50 Cummins — вариант с дизельным двигателем Cummins и с горизонтальной спиральной пружинной подвеской.
- Шерман M-51 — модернизированный M4A1 с горизонтальной спиральной пружинной подвеской, улучшенным двигателем и башней T23, модифицированный для установки укороченного варианта французской 105-мм пушки Modèle F1 с большим дульным тормозом. Использовался в Шестидневной войне и войне Судного дня. Иногда в просторечии именуется Isherman. Около 100 оставшихся танков этой модели были проданы Чили в конце 1970-х, где в начале 1990-х получили новый двигатель и трансмиссию.

#### Самоходные артиллерийские установки
- M-50 155 mm — 155-мм гаубица французской модели 50 на базе M4A4, оснащенная двигателем Continental. САУ была разработана в начале 1960-х годов израильским артиллерийским корпусом в сотрудничестве с Францией. Предположительно было выпущено около 120 единиц. В начале 1970-х годов М-50 оснащались дизельными двигателями Cummins. Он использовался в Египетско-израильской войне на истощение, войне Судного дня и Ливанской войне 1982 года. Некоторые резервные части были вооружены М-50 как минимум до 1985 года.
- Ro’em — САУ с 155-мм гаубицей Soltam M-68 L/33 в большой закрытой надстройке на базе Шермана. Оснащалась двигателем Cummins VT-8-460Bi и горизонтальной спиральной пружинной подвеской. Предположительно было выпущено около 200 единиц. САУ участвовала в боях войны Судного дня и Ливанской войны 1982 года. В настоящее время выведен из эксплуатации.

#### Реактивные системы залпового огня
- L-39 — аналог Ro’em, но с более длинным (39 калибров) стволом. Не была принята на вооружение.
- Makmat 160 mm — 160-мм миномет Soltam M-66 установленный на шасси Шермана, в открытом отсеке со складывающимся лобовым листом. Он был принят в 1968 году и использовался в войне на истощение, войне Судного дня и Ливанской войне 1982 года.
- MAR-240 — вместо башни установлена пусковая установка бокового обзора для 36 240-мм ракет. Это были израильские копии советских ракет, использовавшихся в системе залпового огня БМ-24. Не дошла до серийного производства.
- «Episkopi» — аналогична MAR-240, но с установленной задней пусковой установкой для четырех 290-мм ракет земля-земля с осколочно-фугасной (Иври-1) или кассетной (Haviv) боевой частью. Был принят на вооружение в 1973 году, впервые участвовал в боевых действиях в Ливанской войне 1982 года. В просторечии известен как МАР-290, и имя Иври также иногда применяется к ракете-носителю. Позднее была разработана усовершенствованная пусковая установка на шасси танка Центурион, но так и оставалась экспериментальной. В 1990-х годах на действующей службе была заменена на РСЗО M270.
- Kilshon — РСЗО, была разработана для уменьшения потерь, понесенных самолетами подавления ЗРК, путем запуска противорадиационных ракет с земли. «Килшон» базировался на безбашенном корпусе Шермана М-51, на котором была установлена пусковая установка противорадиационных ракет AGM-45 «Шрайк». Для достижения заданной дальности использовался специально модифицированный AGM-45 с ускорителем. Позже был разработан прототип для использования с противорадиационной ракетой AGM-78 Standard, но с выводом Шерманов из службы ЦАХАЛа система Keres была размещена на шасси тяжелого грузовика для доработки конструкции.

#### Специальные машины
- Sherman Morag — израильское обозначение танкового трала Шерман Краб.
- Trail Blazer — БРЭМ, на базе M4A1 с горизонтальной спиральной пружинной подвеской.
- Медицинский эвакуационный танк Шерман — БММ, на базе M4 с убранной башней и переносом силовой установки (замененной на дизельный двигатель) на переднюю часть танка. Бригада медиков и четыре раненых могли перевозиться в бронированном отсеке сзади. Позже машины использовали корпуса с горизонтальной спиральной пружинной подвеской. Многие из них использовались во время Египетской войны на истощение и войны Судного дня.
- Eyal — Шерман, у которого была заменена башня на 27-метровую смотровую площадку с гидравлическим приводом. Он использовался около Суэцкого канала в качестве мобильного наблюдательного пункта до войны Судного дня.

### Индия

#### Танки
- Sherman VA — британский танк Sherman V (в США M4A4) с суффиксом А, для обозначения 76-мм пушки М1. Шерманы оставались на вооружении до 1971 года[6].
- «Перевооружённый Шерман» — два полка Шерманов перевооружили французскими 75-мм пушками SA50 от AMX-13.
- «Шерман с ДТ-56Т» - ещё один переворужённый, вместо стандартной пушки установленна ДТ-56Т от советского плавующего танка ПТ-76.

#### Огнемётные танки
- Sherman Adder — переоборудованные британские Шерман III и Шерман V.

### Египет

#### Танки
- M4/FL10 — M4A4 с дизельным двигателем от M4A2 и с башней FL10 от французского лёгкого танка AMX-13.

### Мексика

#### Бронированные ремонтно-эвакуационные машины
- M32 Chenca — модернизированный БТР M32B1 с двигателем Detroit Diesel 8V-92-T компанией Napco International в 1998 году.

### Аргентина

#### Танки
- Repotenciado — переделка британских Sherman VC и Sherman IC Hybrid с установкой 105-мм пушки FTR L44/57 (лицензионная копия французской пушки CN-105-57, используемой на AMX-13), дизельного двигателя, осевого пулемета MAG-58 и башенного пулемета M2HB[7][8].

### Чили

#### Танки
- M50 и M60 — переделанные израильские Шерманы M-50, у которых не было вооружения на момент покупки, из-за чего были вооружены 60-мм пушками IMI-OTO Hyper Velocity Medium Support (HVMS). Утверждается, что танк был самым последним боевым Шерманом, оставшийся на вооружении чилийцев до 1999 года, когда на смену ему пришли Leopard 1V и AMX-30B2.

### СССР

#### Тягачи
- Тягачи - некоторые танки Шерман, полученные по ленд-лизу в годы Второй мировой Войны, были переоборудованы в тягачи в составе восстановительных поездов и использовались до 1980-х годов.

## Британская номенклатура
В британской системе именования основные варианты обозначались номерами марки: M4 — «Шерман I», M4A1 — «Шерман II» и так далее. Буквы после номера марки обозначают модификации базовой модели: «A» для 76-мм орудия вместо 75-мм, «B» для 105-мм гаубицы M4, «C» для 76,2-мм пушки QF 17 pounder и буква «Y» для обозначения горизонтальной спиральной пружинной подвески. Буквы орудия и подвески использовались вместе, например Шерман IBY. На вооружении британцев Шерманы с горизонтальной спиральной пружинной подвеской были оснащены только 76-мм пушками M1 или 105-мм гаубицами M4.
- Шерман I — M4 c 75-мм пушкой M3
  - Шерман Hybrid I — M4 Composite
  - Шерман IB — M4(105)
    - Шерман IBY — M4(105) HVSS
- Шерман II — M4A1
  - Шерман IIA — M4A1(76)W
    - Шерман IIAY — M4A1(76)W HVSS
- Шерман III — M4A2
  - Шерман IIIA — M4A2(76)W
    - Шерман IIIAY — M4A2(76)W HVSS
- Шерман IV — M4A3 c 75-мм пушкой M3
  - Шерман IVA — M4A3(76)W
  - Шерман IVB — M4A3(105)
    - Шерман IVBY — M4A3(105) HVSS
- Шерман V — M4A4
- Шерман VI — M4A5
- Шерман VII — M4A6
- Шерман II ARV III — британское обозначение БРЭМ M32B1 на базе Шермана II (M4A1).
- Шерман V ARV III — британское обозначение БРЭМ M32B4 на базе Шермана V (M4A4).